# Me Against the Music
«Me Against the Music» es una canción dance pop interpretada por las cantantes estadounidenses Britney Spears y Madonna, e incluida originalmente en el cuarto álbum de estudio de la primera, In the Zone (2003). Sus compositores fueron Christopher Stewart, Penelope Magnet, Thabiso Nikhereanye, Terius Nash, Gary O'Brien y las dos intérpretes, y sus productores fueron Stewart y Magnet, quienes entonces conformaban el surgiente dúo RedZone. Spears la estrenó el 4 de septiembre de 2003, cuando la presentó en los NFL Kickoff Live de ABC, pese a que aún no había convencido a Jive Records de lanzarla como el primer sencillo del álbum en lugar de «Outrageous». Finalmente, la discográfica accedió y la lanzó en las radios el 30 de septiembre de 2003, tras lo cual los críticos la catalogaron como una táctica de ambas artistas para recuperar popularidad, luego del escaso éxito de sus últimos sencillos.
El video musical se rodó en Nueva York bajo la dirección de Paul Hunter, quien trabajó por primera vez con Spears y quien previamente había dirigido varios videoclips de artistas de renombre, tales como «You Rock My World» de Michael Jackson (2001). Las escenas de «Me Against the Music» muestran cómo Spears busca en una discoteca a Madonna, quien simboliza al alma del lugar. Cuando la encuentra, intenta besarla, pero Madonna desaparece y el video finaliza, lo que representó una alusión al polémico beso que protagonizaron en la apertura de los MTV Video Music Awards 2003.
Impulsado por la unión de dos de las cantantes más exitosas de la industria, en Europa fue número uno en ventas durante tres semanas consecutivas, tras alcanzar dicho estatus en Dinamarca, España, Hungría e Irlanda, y tras ubicarse entre los cinco primeros éxitos semanales en Alemania, Bélgica, Finlandia, Italia, los Países Bajos, Suecia, Suiza y el Reino Unido y Noruega, países donde además recibió las certificaciones de disco de plata y de oro de la BPI y la IFPI, luego de vender 200 000 y 5000 copias, respectivamente. En Australia también fue número uno y consiguió la certificación de disco de platino de la ARIA tras vender 70 000 copias, mientras que en los Estados Unidos alcanzó la posición treinta y cinco en la principal lista de éxitos del país, la Billboard Hot 100, y se convirtió en el primer número uno de Spears en la lista de discotecas Dance/Club Play Songs de Billboard. En suma, se convirtió en una de las canciones más exitosas interpretadas por artistas de sexo femenino.
En 2013, la cantante la incluyó en el repertorio de su residencia en Las Vegas, Britney: Piece of Me.

## Escritura, grabación y producción
En 2003, el entonces novato dúo productor estadounidense RedZone —conformado por Christopher «Tricky» Stewart y Penelope Magnet— presentaron con éxito la canción «Pop Culture Whore» al mánager de la cantante, quien la aprobó. Pese a que la propia Spears la terminó por rechazar de forma posterior, esto les dio la oportunidad de salir y pasar toda una noche «indagando en el mundo» de la cantante en Nueva York, tras lo cual comenzaron a crear «Me Against the Music» al día siguiente. Al respecto, Stewart declaró que sabían que primero necesitan algo de energía, mientras que Magnet profundizó: «Obtener la oportunidad de salir con Britney, de hablar con ella y de entrar en su mundo hizo mucho más fácil escribir y saber lo que podría y no decir».

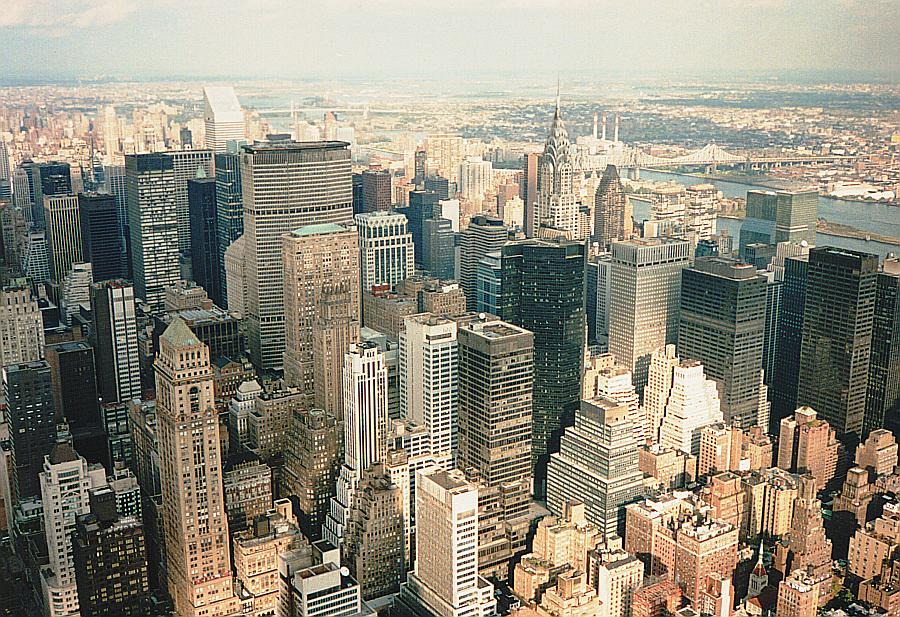
«Me Against the Music» comenzó a ser creada después de que sus productores pasaran una noche de fiesta con la cantante en Nueva York.

Aquel día, Stewart comenzó a trabajar en la pista y Magnet a escribirla y crear la melodía en un piano. De esta forma, «Me Against the Music» fue la tercera canción que crearon en conjunto en un proceso donde les fueron encomendadas varias canciones para el cuarto álbum de estudio de la cantante, incluyendo la coescritura de «Early Mornin'» y las grabaciones vocales de «Outrageous», así como también la coescritura y producción con influencias del reggae de «The Hook Up».
El productor estadounidense The-Dream se involucró después de que Stewart le propusiera trabajar en la canción. Explicó: «Estaba empezando en el negocio. Estaba en Atlanta, volviendo a casa en un Cadillac del 92, y recibí la llamada [...]. Colgué y me puse a gritar de alegría». Durante las sesiones de grabación, Stewart recuerda que el aire acondicionado del estudio dejó de funcionar durante tres días, pero Spears «no se quejó ni nada, y para mí eso demuestra que está donde está por algo».
La primera versión creada de «Me Against the Music» no incluía ni contemplaba la colaboración de la cantante estadounidense Madonna. Sin embargo, durante los MTV Video Music Awards 2003 —en los cuales Spears se presentó junto a Christina Aguilera, Missy Elliott y Madonna, y protagonizó junto a esta última un polémico beso— Spears invitó a Madonna a colaborar; Madonna aceptó y su publicación fue postergada por unas semanas, para reestructurarla y convertirla en un dueto.
La versión final fue escrita por Thabiso Nikhereanye, Gary O'Brien, Terius Nash, Britney Spears, Madonna, Christopher Stewart y Penelope Magnet; y producida por estos dos últimos como el dúo RedZon.

### Respaldo
Cada uno de los coescritores de "Me Against the Music" —dentro de los cuales se incluye al dúo conformado por Christopher "Tricky" Stewart y Terius "The-Dream" Nash— trabajaron por primera y única vez con Britney Spears. Por su parte, Madonna brindó en la canción su exclusiva primera colaboración, después de 20 años de carrera musical.
Aunque Tricky producía masivamente desde 1995 para bandas como The Braxtons y Jurassic 5, y a que había realizado pequeñas colaboraciones en los años 2000 y 2002 con Pink y B2K, respectivamente, su trabajo de mayor prestigio hasta el 2003 era la canción "Case of the Ex" de Mýa, la cual coescribió y produjo entre los años 1999 y 2000 para Fear of Flying, el segundo álbum de estudio de la cantante estadounidense de rhythm and blues. Cuando "Case of the Ex" fue lanzada como sencillo, esta se convirtió en un éxito rotundo en países de habla inglesa como Australia, los Estados Unidos y el Reino Unido, lo que brindó un nuevo prestigio al productor y que, de paso, llevó a este a ser contactado en el 2003 para respaldar canciones para Britney Spears.
Luego del éxito alcanzado por "Me Against the Music", Tricky y The-Dream comenzaron a trabajar como equipo con numerosos artistas. En el 2007 el dúo creó el éxito mundial "Umbrella" de Rihanna con Jay-Z —el cual inicialmente había sido ideado para Britney Spears— y en el 2008 la pareja coescribió y coprodujo a los éxitos "Touch My Body" de Mariah Carey y "Single Ladies (Put a Ring on It)" de Beyoncé —ambos número 1 en el Billboard Hot 100—, entre otros numerosos trabajos de éxito menor.

## Publicación

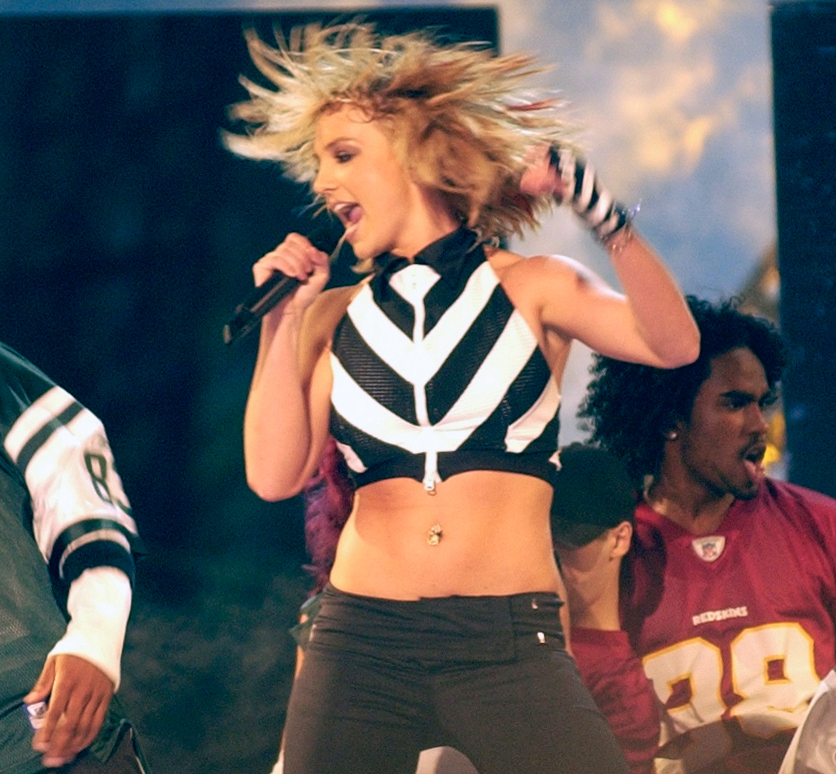
Spears en los NFL, interpretando por primera vez a «Me Against the Music».

La canción fue estrenada el 4 de septiembre de 2003 en un concierto en los NFL Kickoff Live de ABC en el National Mall de Washington D. C., donde Spears la interpretó como el primer adelanto de su cuarto álbum de estudio, el cual originalmente había sido confirmado con el título Get in the Zone, siendo la primera presentación de la cantante tras la polémica apertura de los MTV Video Music Awards 2003.
Pese a la presentación, para aquel entonces Jive Records había ideado la publicación de «Outrageous» como el primer sencillo del álbum. Sin embargo, la artista no estaba convencida y consiguió persuadir a la discográfica de publicar a «Me Against the Music» como tal. De este modo, la canción fue lanzada en las radios de los Estados Unidos el martes 30 de septiembre de 2003, casi dos meses antes de la publicación del álbum, convirtiéndose en el primer sencillo de Spears coescrito por ella misma y continuando con la tendencia de sus sencillos más urbanos, luego de distanciarse del pop que le era característico. 
El 3 de octubre de 2003, la discográfica además la disponibilizó gratuitamente como la canción número cien en el programa «First Listen» de AOL, el cual tenía veintiún meses de existencia y permitía a sus miembros escuchar las canciones antes de comprarlas.  Posteriormente, entre los meses de octubre y diciembre de 2003, publicó varios formatos de sencillo que incorporaron remezclas de reconocidos pinchadiscos y artistas, incluyendo a los británicos Rishi Rich y Terminalhead, al austriaco Peter Rauhofer, a los estadounidenses Gabriel & Dresden, The Passengerz, The Trak Starz, Dragon Man, Scott Storch y Kanye West, y a los suecos Bloodshy & Avant. El 18 de noviembre de 2003, además publicó su formato de descarga digital como parte del lanzamiento del renombrado In the Zone.
En dicho período, varios críticos juzgaron el cómo Spears y Madonna parecían usarse mutuamente, pues Spears no había tenido un sencillo exitoso en años en las radios de los Estados Unidos, luego de la tibia recepción de los sencillos de Britney (2001), mientras que Madonna no había logrado figurar con fuerza con los sencillos de American Life (2003).

## Video musical

### Grabación
El video musical de "Me Against the Music" fue dirigido por Paul Hunter, quien anteriormente dirigió un comercial de Madonna, y fue grabado entre los días 8 y 10 de octubre de 2003 en los Estudios Silvercup en la Ciudad Long Island, en Nueva York. Ambas cantantes conservaron su propio estilo, incluyendo en las coreografías, las que fueron realizadas por Kevin Tancheroen y Columbus Short en el caso de Spears, y por el reconocido Jamie King en el caso de Madonna.
Sobre su trabajo, Hunter declaró: «Madonna es un ícono de una generación anterior y Britney de la nueva generación, así que fue un desafío unir los dos mundos. Yo quería hacer algo del tipo del juego del gato y el ratón entre Britney y Madonna, para tentar a la audiencia». El director además declaró que el trabajo también representaba la diferenciación entre ambas cantantes, pues jugó con polos opuestos al tener vestida de negro a Spears y de blanco a Madonna.

### Trama
El video trata sobre como Spears es "cautivada" por Madonna en una discoteca de Nueva York. Spears intenta encontrarla, mientras Madonna observa todos sus movimientos a través de videocámaras. Tras entrar en una especie de laberinto, Spears consigue encontrarla y al final casi se dan un beso, pero Madonna desaparece en el último momento. Britney comenta: "El concepto del vídeoclip soy yo moviéndome en un club y Madonna está allí, pero nunca llegó a verla realmente. Es como si fuese un espíritu observándome. Al final del vídeo, nos reunimos de una extraña forma".

### Estreno
Su estreno fue realizado en MTV el 21 de octubre de 2003. En marzo de 2013, alcanzó los dos millones de reproducciones en VEVO. En 2013, John Boone de E! Francia lo catalogó como el sexto mejor video de Spears.

## Recepción crítica
Entertainment Weekly
En el 2003 David Browne de Entertainment Weekly escribió en su reseña a In the Zone, que puede que este sea el álbum «más revelador» de Britney Spears. Esto, debido a los ritmos techno y hip hop que incorpora en sus canciones, los cuales —a su juicio— respaldan «escenas de lujuria», como en el caso de "Me Against the Music", en la que Britney Spears canta: «My hips are moving... sweat dripping all over my face» —en español: 	
«Mis caderas se están moviendo... el sudor corre por todo mi rostro»—. Dadas las letras de las canciones de In the Zone, David Browne escribió que estas «aparentemente fueron escritas en el camino a un club», abarcando con sus palabras directamente al dueto. El editor musical, además señaló que si bien de dicha «inspiración» en escritura surgieron canciones de In the Zone con un «gran pop», "Me Against the Music" «no es una de ellas».
The Guardian

"The Guardian" llamó a la canción como "Anticuada".

En su reseña a In the Zone, el editor musical Dorian Lynskey del periódico británico The Guardian, elogió la variedad de sonidos del álbum, pero escribió que el dúo conformado por Britney Spears y Madonna en "Me Against the Music" «suena anticuado», lo que convierte a esta última en la «única pista duff» de In the Zone.
Rolling Stone
Jon Pareles de la revista estadounidense Rolling Stone escribió en su reseña a In the Zone que —para el 2003— era tiempo de decir «adiós» a la imagen «virginal» que Britney Spears proyectó en los comienzos de su carrera musical y que había quedado en duda con el lanzamiento de Britney en el 2001 —debido a canciones de este último como "I'm Not a Girl, Not Yet a Woman"—. Esto, luego de señalar que no había duda de que la cantante quería que In the Zone fuera un álbum erógeno, tras la incorporación de abundantes respiraciones en sus canciones y del ofrecimiento de estas últimas para «conexiones dentro y fuera de las pistas de baile», abarcando con sus palabras a "Me Against the Music". El editor musical además señaló que la aparición de Madonna en "Me Against the Music" «aprueba la incursión» de Britney Spears en los ritmos de clubes nocturnos, pues —a su juicio— casi cada canción de In the Zone es «una pista frágil de ritmo programado».
Por su parte, la audiencia lo consideró como el sexto mejor video de Spears, según un sondeo realizado en enero de 2011 por Billboard.

## Rendimiento comercial

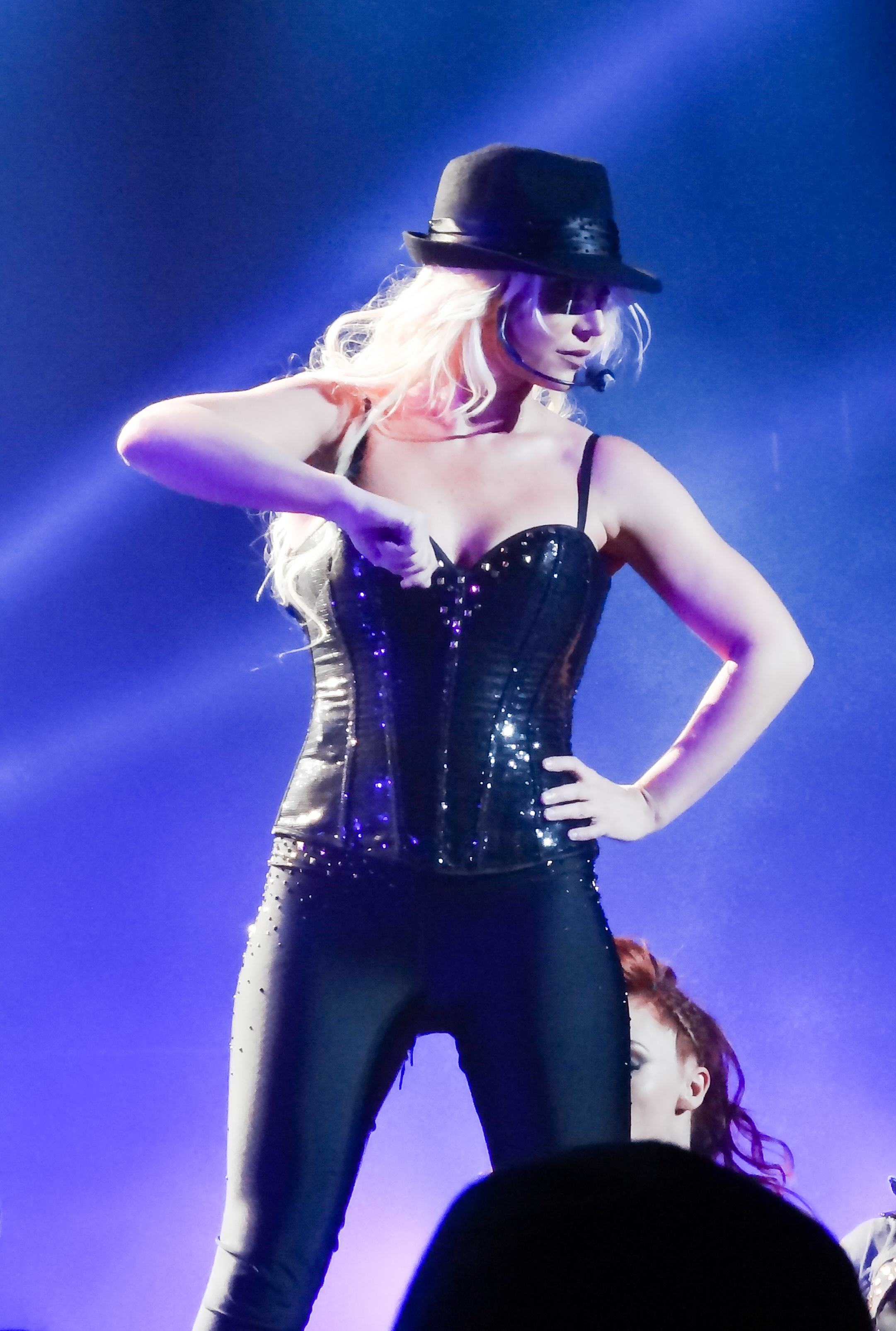
Spears durante la presentación de «Me Against the Music» en un espectáculo de la gira Britney: Piece of Me (2014).

Con la unión de dos de las cantantes más exitosas de la industria, «Me Against the Music» catapultó a ambas artistas a las primeras posiciones de varias listas de alrededor del mundo, tras un período en que los últimos sencillos de ambas no habían conseguido ser del todo exitosos.
En Europa fue un éxito número uno en la lista European Hot 100 de Billboard durante tres semanas consecutivas, luego de alcanzar la misma posición en Dinamarca, España e Irlanda, y de figurar entre los cinco primeros lugares en las listas de Alemania, Finlandia, Italia, Noruega, los Países Bajos, el Reino Unido, Suecia, Suiza y las regiones Valona y Flamenca de Bélgica, así como entre los veinte primeros en Austria y Francia. Además fue certificado con un disco de oro por la IFPI, luego de vender 5 000 copias en Noruega, y se ubicó entre las cien canciones más exitosas de 2003 en varios países europeos. 
En el Reino Unido, debutó en la segunda posición de la lista UK Singles Chart, sólo detrás del debut de «Crashed the Wedding» del grupo local Busted, según la edición del 16 de noviembre de 2003 de OCC, siendo el 12.º y 56.º sencillo de Spears y Madonna entre los diez primeros lugares, respectivamente, y el mejor posicionado de Spears desde la edición del 13 de abril de 2002, cuando «I'm Not a Girl, Not Yet a Woman» debutó en el mismo puesto. A finales de año, la OCC lo ubicó en la posición 60 en su lista de las canciones más exitosas de 2003 y, varios años más tarde, en 2021, la BPI le otorgó la certificación de disco de plata, tras comercializar 200 000 copias en el estado británico, siendo el tercer sencillo más vendido del álbum, después de «Toxic» y «Everytime».
Por otro lado, en América fue número dos en Canadá, donde fue el cuarto sencillo de Spears entre los diez primeros lugares y su entonces segundo sencillo mejor posicionado, después del número uno «...Baby One More Time»; mientras que en Oceanía fue número trece en Nueva Zelanda y debutó directamente en la primera posición en Australia, según la edición del 23 de noviembre de 2003 de ARIA Charts, siendo el tercer número uno de Spears, después de los superventas «...Baby One More Time» (1999) y «Oops!... I Did It Again» (2000), así como el primer número uno de Madonna desde «Music» (2000). Luego fue certificado con un disco de platino de la ARIA, tras vender 70 000 copias, y figuró en las posiciones 48 y 95 en las listas de las canciones más exitosas de 2003 y 2004 en el país, respectivamente.

### Rendimiento comercial en Estados Unidos
En Estados Unidos debutó en la posición 50 de la lista Billboard Hot 100, según la edición del 25 de octubre de 2003 de Billboard, registrando el segundo mejor debut hecho por un sencillo de Spears desde la edición del 21 de noviembre de 1998, cuando «...Baby One More Time» debutó en el puesto 17. Esto representó el décimo ingreso de un sencillo de Spears en la lista y el primero en que la artista figuró como coescritora, así como la quincuagésima vez de un sencillo de Madonna y en el único en que la cantante figuró como artista invitada.
«Me Against the Music» luego alcanzó la posición 35 de la lista, según la edición del 29 de noviembre de 2003, superando las posiciones alcanzadas por los últimos tres sencillos de Spears en el país, «I'm Not a Girl, Not Yet a Woman», «Overprotected» y «Boys», y al último sencillo de Madonna, «Hollywood». Parte importante de esto se debió a que, en la misma edición, alcanzó por tercera vez la posición 11 de la lista de reproducciones radiales Pop Songs.

En Estados Unidos, «Me Against the Music» fue el primer éxito número uno de Spears en la lista Dance/Club Play Songs de Billboard y, además, ganó el Billboard Music Award 2004 de la categoría Hot Dance Singles Sales.

Tras la publicación en formato de descarga, debutó en la edición del 6 de diciembre de 2003 en la tercera posición de la lista Hot Digital Tracks, con ventas de 4500 descargas, registrando el mejor debut hecho en los primeros meses de la lista. Para entonces, ésta tenía un poco más de cuatro meses de funcionamiento y las ventas de descargas no contribuían en la Billboard Hot 100.
Un éxito mayor tuvo en la lista Dance/Club Play Songs, la que sondea las canciones más reproducidas en las discotecas del país, donde fue el primer éxito número uno de Spears, según la edición del 27 de diciembre de 2003. Este permaneció en el primer lugar durante dos semanas consecutivas, incluyendo la primera semana de 2004, y dio paso a una serie de números uno de Spears, tales como su sucesor «Toxic».
El sencillo también fue el primer éxito número uno de Spears en la lista de ventas de canciones bailables Hot Dance Singles Sales, donde en abril de 2004 Madonna dominó las tres primeras posiciones con «Love Profusion» y «Nothing Fails»/«Nobody Knows Me»; logro que no había sido conseguido desde la edición del 3 de agosto de 1997, cuando el rapero Diddy dominó los tres primeros lugares de la lista.
«Me Against the Music» posteriormente ganó el Billboard Music Award 2004 de la categoría Hot Dance Singles Sales y vendió 60 mil copias físicas y 281 mil descargas en los Estados Unidos hasta mediados de 2012, pese a haber sido publicada en plano período de transformación de la industria tras el surgimiento del formato de descarga digital. Veinte años después de su publicación, el 23 de octubre de 2023, consiguió la certificación de disco de oro de la RIAA, luego de comercializar 500 mil descargas en el país, convirtiéndose en el tercer sencillo de In the Zone en alcanzar este logro, después de «Toxic» y «Everytime».

## Versión deGlee
Aunque la canción ha sido versionada por varios otros artistas, una de sus versiones más populares es la que fue hecha en la serie de televisión Glee, la que fue interpretada en el segundo capítulo de la segunda temporada por dos de sus protagonistas, Brittany S. Pierce (Heather Morris) y Santana López (Naya Rivera). La versión de Glee contó con un video musical que recreó casi a la perfección el videoclip original y cuenta con un cameo de la propia Spears.

## Créditos
- Voces principales: Britney Spears y Madonna.
- Escrita por Christopher Stewart, Penelope Magnet, Thabiso Nikhereanye, Terius Nash, Gary O'Brien, Britney Spears y Madonna.
- Producida por Trixster.

## Formatos
| CD-Single |                                                         |          |  |
| N.º       | Título                                                  | Duración |  |
| 1.        | «Me Against the Music» (Video Mix)                      | 03:44    |  |
| 2.        | «Me Against the Music» (Rishi Rich's Desi Kulcha Remix) | 04:33    |  |

| CD-Maxi |                                                         |          |  |
| N.º     | Título                                                  | Duración |  |
| 1.      | «Me Against the Music» (Video Mix)                      | 03:44    |  |
| 2.      | «Me Against the Music» (Rishi Rich's Desi Kulcha Remix) | 04:33    |  |
| 3.      | «Me Against the Music» (Peter Rauhofer Radio Mix)       | 03:43    |  |
| 4.      | «Me Against the Music» (The Mad Brit Mixshow)           | 05:55    |  |

| The Singles Collection BoxSet CD-Single |                                                      |          |  |
| N.º                                     | Título                                               | Duración |  |
| 1.                                      | «Me Against The Music» (Video Mix)                   | 03:47    |  |
| 2.                                      | «Me Against The Music» (Passengerz Vs. The Club Mix) | 07:33    |  |

## Posicionamiento en listas

### Listas semanales
| País              | Lista             | Primera semana          | Posición debut | Mejor posición | Semanas en la mejor posición | Semanas en la lista | Última semana           | Ref.   |
| ----------------- | ----------------- | ----------------------- | -------------- | -------------- | ---------------------------- | ------------------- | ----------------------- | ------ |
| América           |                   |                         |                |                |                              |                     |                         |        |
| Estados Unidos    | Billboard Hot 100 | 25 de octubre de 2003   | 50             | 35             | 1                            | 13                  | 17 de enero de 2004     | [ 36 ] |
| Estados Unidos    | Singles Sales     | 6 de diciembre de 2003  | 63             | 3              | 3                            | 38                  | 20 de noviembre de 2003 | [ 37 ] |
| Europa            |                   |                         |                |                |                              |                     |                         |        |
| Alemania          | Top 100 canciones | 30 de noviembre de 2003 | 5              | 5              | 1                            | 12                  | 24 de febrero de 2004   | [ 38 ] |
| Austria           | Top 75 canciones  | 23 de noviembre de 2003 | 12             | 12             | 1                            | 15                  | 7 de marzo de 2004      | [ 39 ] |
| Bélgica (Flandes) | Top 50 canciones  | 15 de noviembre de 2003 | 26             | 5              | 1                            | 13                  | 7 de febrero de 2004    | [ 40 ] |
| Bélgica (Valonia) | Top 50 canciones  | 15 de noviembre de 2003 | 16             | 3              | 4                            | 14                  | 14 de febrero de 2004   | [ 41 ] |
| Dinamarca         | Top 20 canciones  | 21 de noviembre de 2003 | 1              | 1              | 1                            | 10                  | 23 de enero de 2004     | [ 42 ] |
| España            | Top 20 canciones  | 16 de noviembre de 2003 | 1              | 1              | 2                            | 17                  | 7 de marzo de 2004      | [ 43 ] |
| Finlandia         | Top 20 canciones  | 23 de noviembre de 2003 | 9              | 5              | 1                            | 6                   | 6 de enero de 2004      | [ 44 ] |
| Francia           | Top 100 canciones | 9 de noviembre de 2003  | 35             | 11             | 1                            | 18                  | 7 de marzo de 2004      | [ 45 ] |
| Irlanda           | Top 50 canciones  | 16 de noviembre de 2003 | 1              | 1              | 1                            | 13                  | 17 de febrero de 2004   | [ 38 ] |
| Italia            | Top 20 canciones  | 13 de noviembre de 2003 | 2              | 2              | 1                            | 11                  | 22 de enero de 2004     | [ 46 ] |
| Noruega           | Top 20 canciones  | 16 de noviembre de 2003 | 19             | 2              | 1                            | 14                  | 10 de febrero de 2004   | [ 47 ] |
| Países Bajos      | Top 100 canciones | 15 de noviembre de 2003 | 33             | 5              | 1                            | 14                  | 14 de febrero de 2004   | [ 48 ] |
| Reino Unido       | Top 75 canciones  | 23 de noviembre de 2003 | 2              | 2              | 1                            | 12                  | 10 de febrero de 2004   | [ 38 ] |
| Suecia            | Top 60 canciones  | 21 de noviembre de 2003 | 5              | 5              | 2                            | 15                  | 27 de febrero de 2004   | [ 49 ] |
| Suiza             | Top 100 canciones | 23 de noviembre de 2003 | 4              | 4              | 2                            | 15                  | 7 de marzo de 2004      | [ 50 ] |
| Oceanía           |                   |                         |                |                |                              |                     |                         |        |
| Australia         | Top 50 canciones  | 23 de noviembre de 2003 | 1              | 1              | 2                            | 15                  | 29 de febrero de 2004   | [ 6 ]  |
| Nueva Zelanda     | Top 40 canciones  | 30 de noviembre de 2003 | 13             | 13             | 1                            | 9                   | 29 de febrero de 2004   | [ 51 ] |

| Predecesor: «Be Faithful» de Fatman Scoop con Crooklyn Clan | Top 50 canciones — Sencillo número uno 18 de noviembre de 2003                           | Sucesor: «Mandy» de Westlife                       |
| Predecesor: «Slow» de Kylie Minogue                         | Top 20 canciones — Sencillo número uno 21 de noviembre de 2003                           | Sucesor: «Taking Back My Heart» de María Lucía     |
| Predecesor: «Slow" de Kylie Minogue                         | Top 50 canciones — Sencillo número uno 23 de noviembre de 2003 — 30 de noviembre de 2003 | Sucesor: «Angels Brought Me Here» de Guy Sebastian |
| Predecesor: «Believe» de Murk                               | Dance/Club Play Songs — Sencillo número uno 27 de diciembre de 2003 — 9 de enero de 2004 | Sucesor: «Are You Ready for Love» de Elton John    |

### Listas de fin de año
| América           |                     |      |    |        |
| Estados Unidos    | Pop Songs           | 2003 | 97 | [ 52 ] |
| Estados Unidos    | Singles Sales       | 2004 | 17 | [ 53 ] |
| Estados Unidos    | Dance Singles Sales | 2004 | 1  | [ 53 ] |
| Europa            |                     |      |    |        |
| Alemania          | Top 100 canciones   | 2003 | 83 | [ 54 ] |
| Bélgica (Flandes) | Top 100 canciones   | 2003 | 85 | [ 55 ] |
| Bélgica (Valonia) | Top 100 canciones   | 2003 | 81 | [ 56 ] |
| Italia            | Top 100 canciones   | 2003 | 31 | [ 57 ] |
| Países Bajos      | Top 100 canciones   | 2003 | 80 | [ 58 ] |
| Reino Unido       | Top 200 canciones   | 2003 | 60 | [ 59 ] |
| Suecia            | Top 100 canciones   | 2003 | 68 | [ 60 ] |
| Suiza             | Top 100 canciones   | 2003 | 62 |        |
| Oceanía           |                     |      |    |        |
| Australia         | Top 100 canciones   | 2003 | 48 | [ 61 ] |
| Australia         | Top 100 canciones   | 2004 | 95 | [ 62 ] |

## Certificaciones
| América        |      |      |                  |         |        |
| Estados Unidos | RIAA | 2023 | Disco de oro     | 500 000 | [ 34 ] |
| Europa         |      |      |                  |         |        |
| Noruega        | IFPI | 2003 | Disco de oro     | 5 000   |        |
| Reino Unido    | BPI  | 2021 | Disco de plata   | 200 000 | [ 22 ] |
| Oceanía        |      |      |                  |         |        |
| Australia      | ARIA | 2003 | Disco de platino | 70 000  | [ 25 ] |